# Georg Dieckmann

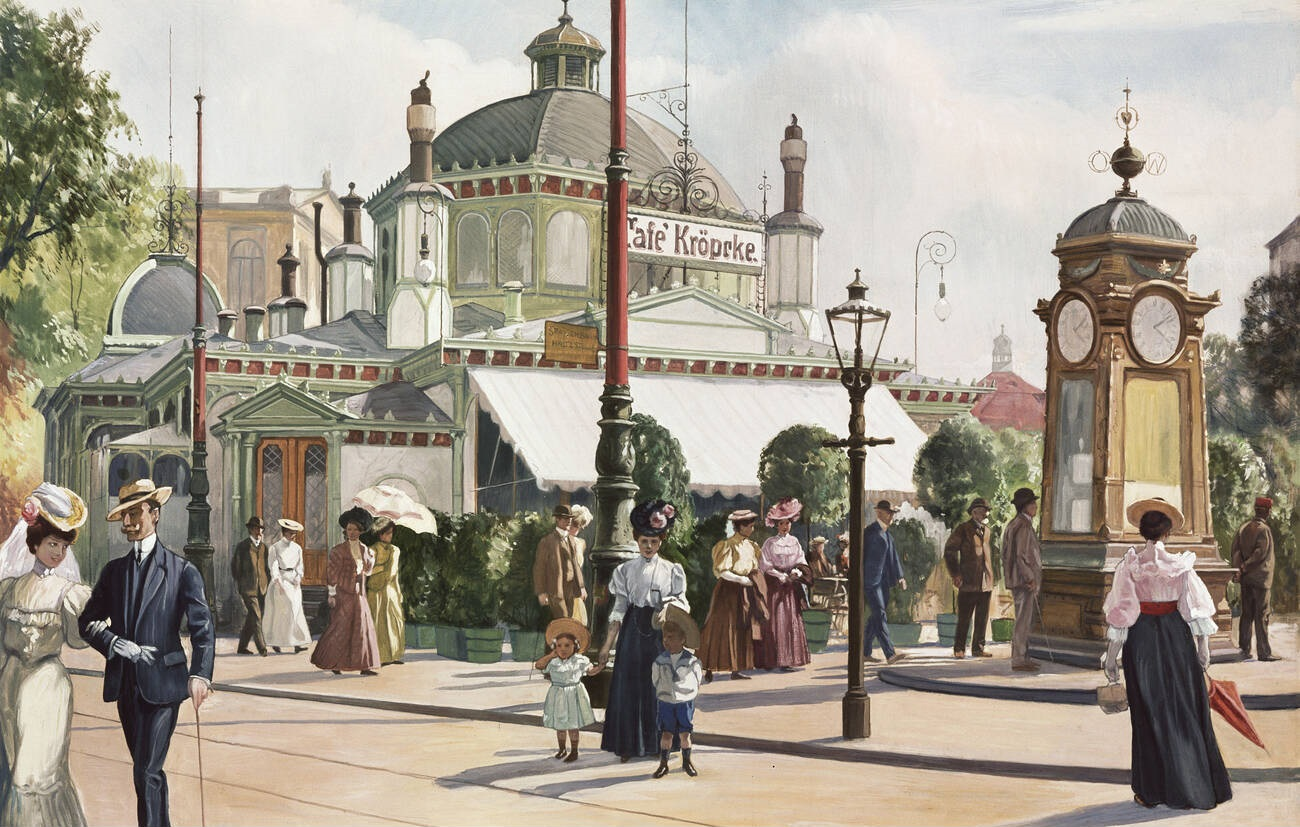
Das Café Kröpcke 1907

Karl Georg Friedrich Dieckmann (* 19. April 1863 in Hannover; † 27. April 1947 in Aurich) war ein deutscher Maler und Radierer.

## Leben
Georg Dieckmann schrieb sich am 21. Oktober 1882 an der Münchener Akademie unter der Matrikel-Nummer 4194 ein und studierte dort bei Ludwig von Löfftz. Von dort zog er 1891 nach Dresden, dann nach Wien und Frankfurt am Main, wo er 1901 seine Studien im Taunus betrieb.
Zusätzlich ist eine Schaffenszeit in Österreich bekannt.
Zuvor bezog Dieckmann 1894 seinen Hauptwohnsitz in Hannover, wo er in Langenhagen sein Atelier einrichtete. Noch im selben Jahr wurde er Mitglied im Hannoverschen Künstlerverein. Er unterrichtete  bis in die 1930er Jahre an der dortigen Kunstgewerbeschule. Nach der kriegsbedingten Zerstörung seiner Werkstatt 1941 zog er nach Ostfriesland.
Sein Urenkel Stefan Dunkmann, Journalist in Aurich, hat 2019 in der Fernsehsendung Bares für Rares ein Originalgemälde von 1889 versteigert.

## Werke (Auswahl)
Georg Dieckmann wurde vor allem durch seine Gemälde bekannt, insbesondere durch seine Wandgemälde, aber auch durch seine Farbradierungen.
In Hannover sind folgende Werke bekannt:
- 1894: Huldigung der Hannovera, in der Aula der Höheren Handelsschule[1]
- 1900: Kurfürstin Sophie und Leibniz in Herrenhausen, Sophienschule[1]